# Бриория Фремонта
Бриория Фремонта (лат. Bryoria fremontii) — съедобный лишайник семейства Пармелиевые (Parmeliaceae), вид рода Бриория (Bryoria).

## Описание
Кустистый лишайник.  Бриория Фремонта, как и почти все 23 других вида бриорий, обитающих в Северной Америке, представляет собой темно-коричневый волосяной лишайник, растущий на деревьях (в основном хвойных). Дифференцировать разные виды бриорий может быть сложно. Простейшей характеристикой, отличающей ее от других видов бриории, является то, что ее основные ветви вырастают довольно толстыми (более 0,4 мм в ширину) и обычно становятся несколько сплющенными, скрученными и морщинистыми у более старых экземпляров. Другие виды бриорий обычно имеют более узкие основные ветви. Он также может вырасти намного длиннее, чем другие виды бриории, и является единственным видом этого рода в Северной Америке, который регулярно вырастает длиннее 20 см (иногда достигая 90 см в длину). Часто она немного темнее по цвету, чем большинство других видов бриории, хотя в этой характеристике есть много вариаций. Соредия и апотеция встречаются редко, но когда они присутствуют, они очень характерны, так как оба ярко-желтые. Слоевище 15—30 см длиной, свисающее, блестящее, красновато-коричневое или оливково-коричневое, лопасти до 1,5 мм в диаметре, различной толщины, перекрученные, мелкоямчатые.

## Распространение и экология

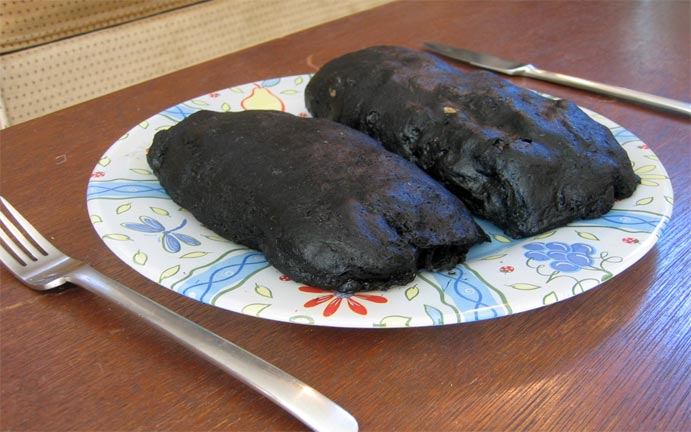
Блюдо из бриории Фремонта

Этот вид распространён в горных районах западной части Северной Америки, встречается на большей части внутренней территории Британской Колумбии (редок или отсутствует в северной части провинции), на восток ареал простирается до Скалистых гор в провинции Альберта и на юг до Монтаны, Айдахо и Вайоминга, а также встречается в Вашингтоне, Орегоне и Калифорнии. Также произрастает в Европе и России. Растёт в основном на стволах и ветвях хвойных деревьев, чаще в лиственничных лесах.